# Феников мир
Феников мир — мирный договор, заключённый в 205 году до н. э. между Римской республикой и Македонским царством, который завершил Первую Македонскую войну. Переговоры прошли в городе Феник (современная территория Албании).
Во время Первой Македонской войны царь Филипп V хотел заключить мир или перемирие по крайней мере с римлянами и этолийцами. На переговорах также настаивали эпироты, которые направили к царю Филиппу посольство о заключении мира. Согласие о заключении мира было получено и Филипп вместе с римским военачальником Публием Семпронием прибыл в Феник. Согласно Титу Ливию, Филипп провёл переговоры с эпиротами и римлянами, на переговорах присутствовали представители других воющих сторон. Рим и Македония получили небольшие территориальные приобретения — Македонии должна была перейти область Атинатания, а Римской республике область парфинов с городками Дималл, Баргулл и Эвгений.
Мирный договор на таких условиях подписали со стороны царя Филиппа: вифинский царь Прусий, ахейцы, фессалийцы, акарнане, эпироты; со стороны римлян: жители Илиона, пергамский царь Аттал, Плеврат, спартанский царь Набис, элейцы, мессенцы и афиняне. После подписания договора было заключено перемирие на два месяца, в течение которого послы, отправлявшиеся в Рим, должны были утвердить согласие, и все трибы утвердили условия.
По мнению ряда историков, мир позволил Риму сосредоточить усилия на войне с Карфагеном, обеспечив контроль над Адриатикой и защиту союзников в Иллирии. Македония же укрепила свои позиции на Балканах, что позволило Филиппу V расширить влияние на Восток.